# Tinta roja (película de 1998)
Tinta roja es una película documental de Argentina filmada en colores dirigida por Carmen Guarini y Marcelo Céspedes sobre su propio guion escrito en colaboración con Jorge Goldenberg que se estrenó el 19 de marzo de 1998.
Originalmente era un video sobre la violencia policial y cómo la reflejaba la revista sensacionalista Esto!, pero al dejar de publicarse la misma los directores la adaptaron a la redacción de Crónica.

## Sinopsis
La forma en que un grupo de periodistas policiales rastrea y obtiene información para su trabajo.

## Comentarios
Página 12 dijo:

«Por la película desfilan, en un tono tragicómico, el genial titulero que constantemente grita ¡Material!, los motorizados cronistas adictos al mate con veleidades de médicos y los jóvenes valores que parecen haber encontrado en el ejercicio de la sorpresa la única manera de convivir con sus noticias.»

Fernando Peña en Film opinó:

«…tiene el aspecto de un documental clásico, que prefiere prescindir de la inmediatez que provoca la cámara en mano siguiendo a los personajes a favor de una puesta en escena previamente determinada y consistente…el film utiliza la observación como una herramienta etnográfica y construye una mirada empática, acrítica y participativa.»

Manrupe y Portela escriben:

«…documental ascético y realista sobre el periodismo, que revela el making off de la noticia policial en uno de los diarios más importantes de la Argentina.»